# Bo von Krusenstjerna
Bo Bertil Filip von Krusenstjerna, född 31 december 1912 i Burträsks församling, Västerbottens län, död 4 december 1980 i Västerås, var en svensk ingenjör. 
Bo von Krusenstjerna, som var son till jägmästare Bertil von Krusenstjerna och Maria Liljenroth, avlade studentexamen i Umeå 1931 och utexaminerades från Kungliga Tekniska högskolan 1935. Han var tillförordnad vägingenjörsassistent i Västmanlands län 1935, Väg- och vattenbyggnadsstyrelsens brokontrollant 1936–1946, blev auktoriserad vägförrättningsman 1938, var entreprenör för väg- och brobyggnadsarbeten 1941–1944, lärare vid Statens elektrotekniska fackskola i Västerås 1944–1947. Han var innehavare av konsulterande ingenjörsbyrå i väg- och trafikteknik, vattenförsörjnings- och avloppsteknik samt geoteknik i Västerås från 1938.